# Robert Livingston (Schauspieler)
Robert Livingston (* 9. Dezember 1904 in Quincy, Illinois als Robert Edward Randall; † 7. März 1988 in Tarzana, Kalifornien) war ein US-amerikanischer Schauspieler.

## Leben
Robert Livingston war der Sohn eines Journalisten und der ältere Bruder des Schauspielers Addison Randall, der 1945 im Alter von 39 Jahren bei einem Drehunfall verstarb. Im Jugendalter begann Robert Livingston kleinere Rollen in Stummfilmen von Universal Studios und Fox Film Corporation zu übernehmen. Parallel zum Film spielte er auch Theater am Pasadena Playhouse, wo er Anfang der 1930er Jahre von einem Talentscout von Metro-Goldwyn-Mayer entdeckt und engagiert wurde. In meist kleinen Rollen begann er in Filmen wie Meuterei auf der Bounty und Kleinstadtmädel mitzuspielen.
1936 wechselte er zur neugegründeten Produktionsfirma Republic Pictures, wo ihm mehrere Hauptrollen angeboten. Dort wurde er zu einem Westernstar aufgebaut und spielte hauptsächlich in B-Movies mit. Bis in die 1950er-Jahre drehte der große, dunkelhaarige Livingston meist eine Reihe von B-Western, in denen er der Star war, während er bei etwas aufwendigeren Filmen wie Liebe in der Wildnis meist Nebendarsteller blieb. Nachdem seine große Zeit als Westernstar Mitte der 1950er-Jahre vorbei war, spielte er noch in einigen Fernsehserien und drehte 1975 seinen letzten Film. Insgesamt spielte er in über 130 Filmproduktionen mit.
Am 7. März 1988 verstarb Livingston im Alter von 83 Jahren an den Folgen einer Chronisch obstruktiven Lungenerkrankung. Er wurde auf dem Forest Lawn Memorial Park in Glendale, Kalifornien begraben. In seinem Leben war er fünfmal verheiratet. Unter anderem war er von 1947 bis 1951 war er mit der Schauspielerin Margaret Roach, der Tochter des Filmproduzenten Hal Roach, verheiratet. Die gemeinsame Tochter Addison Randall (* 1949), die er nach seinem verstorbenen Bruder benannte, war ebenfalls als Schauspielerin tätig.

## Filmografie (Auswahl)
- 1921: Man-Woman-Marriage
- 1926: Brown of Harvard
- 1926: Aloma, die Blume der Südsee (Aloma of the South Seas)
- 1926: Korsaren (Old Ironsides)
- 1927: Eddie, der Postillion der Liebe (Special Delivery)
- 1927: Flügel aus Stahl (Wings)
- 1927: Mann-Weib-Sünde (Man, Woman and Sin)
- 1928: Our Dancing Daughters
- 1929: Rothaut (Redskin)
- 1931: Irrwege des Lebens (Dance, Fools, Dance)
- 1934: Ich kämpfe für dich (Evelyn Prentice)
- 1935: Helden von heute (West Point of the Air)
- 1935: Meuterei auf der Bounty (Mutiny on the Bounty)
- 1935: Blutige Perlen (Whipsaw)
- 1936: Das Wunder in der Wüste (Three Godfathers)
- 1936: Kleinstadtmädel (Small Town Girl)
- 1936: Suzy
- 1936: Zorro, der blutrote Adler (The Vigilantes Are Coming)
- 1936: Drei ohne Furcht und Tadel (The Three Mesquiteers)
- 1936: Zorro – der tollkühne Caballero (The Bold Caballero)
- 1937: Hit the Saddle
- 1942: Der einsame Reiter (Overland Stagecoach)
- 1943: Terror in Texas (Death Rides the Plains)
- 1943: Der einsame Reiter (Raiders of Red Gap)
- 1944: Storm Over Lisbon
- 1944: Brasilianische Serenade (Brazil)
- 1945: Liebe in der Wildnis (Dakota)
- 1949: Gespensterreiter (Riders in the Sky)
- 1950: Mule Train
- 1950–1953: The Cisco Kid (Fernsehserie, 8 Folgen)
- 1952, 1954: The Lone Ranger (Fernsehserie, 2 Folgen)
- 1954: Eisenbahndetektiv Matt Clark (Stories of the Century, Fernsehserie, Folge 1x22)
- 1973: The Naughty Stewardesses
- 1975: Blazing Stewardesses